# Sedrina
Sedrina est une commune italienne de la province de Bergame, dans la région Lombardie.

## Administration
| Période                                  | Période  | Identité        | Étiquette | Qualité |
| ---------------------------------------- | -------- | --------------- | --------- | ------- |
| 14/06/2004                               | En cours | Agostino Lenisa |           |         |
| Les données manquantes sont à compléter. |          |                 |           |         |

### Communes limitrophes
Brembilla, Sorisole, Ubiale Clanezzo, Villa d'Almè, Zogno